# Archie Williams
Archibald Franklin (Archie) Williams  (Oakland, 1 mei 1915 – Fairfax, 24 juni 1993) was een Amerikaanse atleet.
Tijdens de Olympische Zomerspelen 1936 versloeg Williams de Brit Godfrey Brown, voor de 4 x 400 meter estafette werd Williams niet geselecteerd, de Amerikaanse ploeg werd uiteindelijk verslagen door de Britten.

## Palmares

### 400 m
- 1936:  OS - 46,5 s

1896: Thomas Burke ·
1900: Maxey Long ·
1904: Harry Hillman ·
1908: Wyndham Halswelle ·
1912: Charles Reidpath ·
1920: Bevil Rudd ·
1924: Eric Liddell ·
1928: Ray Barbuti ·
1932: Bill Carr ·
1936: Archie Williams ·
1948: Arthur Wint ·
1952: George Rhoden ·
1956: Charlie Jenkins ·
1960: Otis Davis ·
1964: Mike Larrabee ·
1968: Lee Evans ·
1972: Vince Matthews ·
1976: Alberto Juantorena ·
1980: Viktor Markin ·
1984: Alonzo Babers ·
1988: Steve Lewis ·
1992: Quincy Watts ·
1996: Michael Johnson ·
2000: Michael Johnson ·
2004: Jeremy Wariner ·
2008: LaShawn Merritt ·
2012: Kirani James · 
2016: Wayde van Niekerk · 
2020: Steven Gardiner · 
2024: Quincy Hall
- Library of Congress Control Number: no2015145938
- Nationale Bibliotheek van Israël: 987008914674005171
- Virtual International Authority File: 460144783097209830221
- WorldCat: E39PBJycTC6b36HfYQtFpkF3Qq